# 謝伊·福克斯
謝伊·福克斯（英語：Shay Fox，1969年1月17日—）是一名美國女色情演員、模特兒和脫衣舞孃，擁有德國、荷蘭、瑞典和印地安血統。2010年起開始拍攝色情片，專注於熟女類型。

## 生平

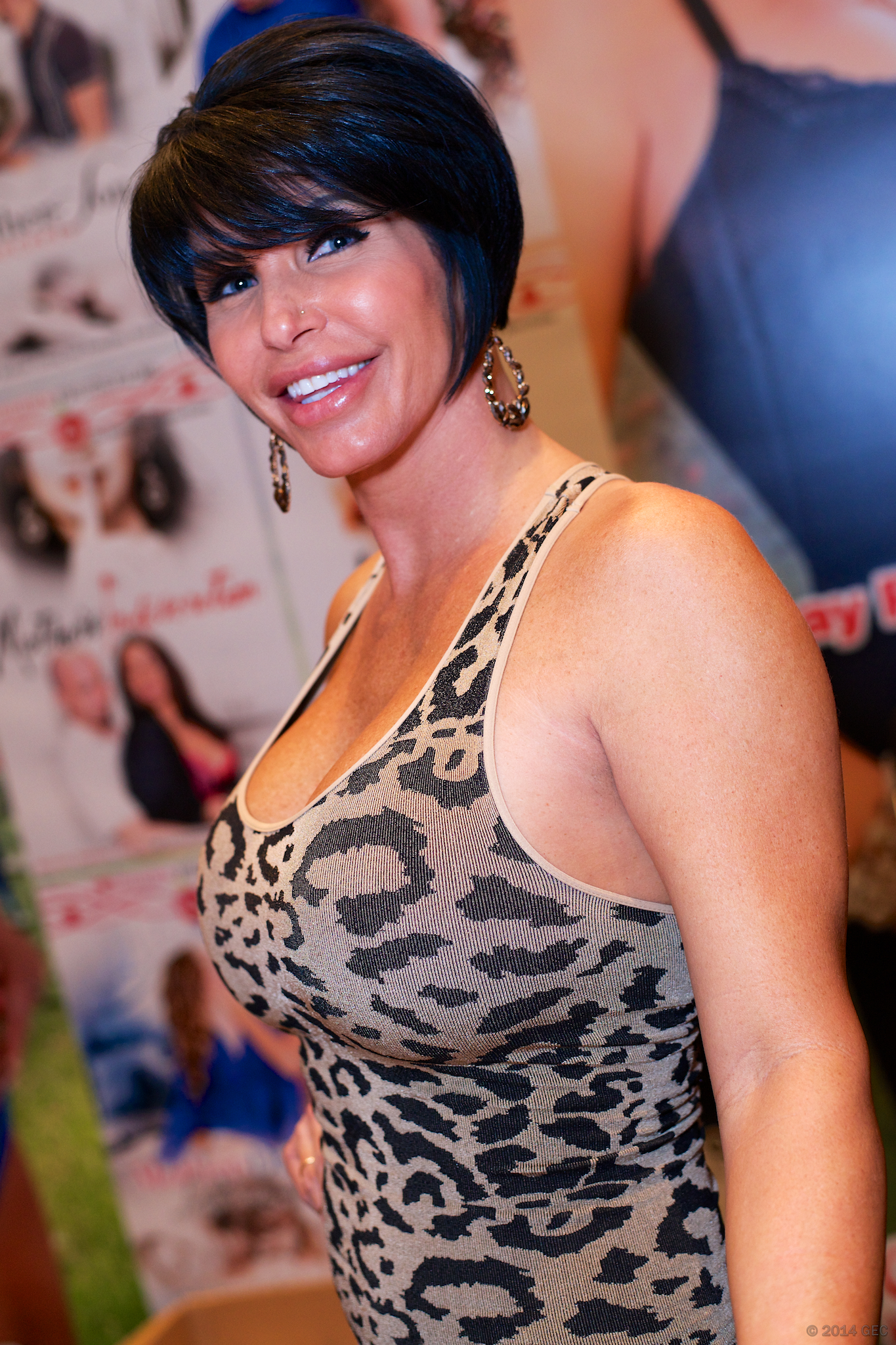
福克斯出席2014年AVN成人娛樂博覽會

謝伊·福克斯生於加利福尼亞州南部洛杉磯，但在該州北部長大。在搬回南加州之前，還在拉斯維加斯住了兩年。起初她是美髮師和健身比賽選手，直到2000年代後期開始擔任脫衣舞孃時，也隨之接觸成人業。2010年41歲，首次出演色情片。除了演員外，福克斯也從事裸體模特兒的拍攝工作。

## 外部連結
- 謝伊·福克斯在互联网电影资料库（IMDb）上的資料（英文）
- Shay Fox在網際網路成人電影資料庫
- 成人電影資料庫上謝伊·福克斯的资料（英文）
- Boobpedia上的Shay Fox （页面存档备份，存于）